# Jardines de la Reina
Jardines de la Reina är en ögrupp i provinserna Camagüey och Ciego de Ávila på Kuba. Ögruppen är en nationalpark och ett av Kubas största skyddade områden. 
Den ligger i Karibiska havet mellan Ana Mariagolfen i nordväst, Guacanayabogolfen i söder och Caballoneskanalen i väster och sträcker sig i sydostligt riktning parallellt med den kubanska kusten från Cayo Bretón till Cayos de Mordazo. 
Ögruppen är ett populärt resmål för dykare och fiskare och var en av Fidel Castros favoritfiskeplatser.